# Kembang Kuning (Kelapa Nunggal)
Kembang Kuning is een bestuurslaag in het regentschap Bogor van de provincie West-Java, Indonesië. Kembang Kuning telt 15.478 inwoners (volkstelling 2010).